# Видаль-и-Барракер, Франсиско де Асис
Франсиско де Асис Видаль-и-Барракер (исп. Francisco de Asís Vidal y Barraquer; 3 октября 1868, Камбрильс, Испания — 13 сентября 1943, Барселона, Испания) — испанский кардинал. Титулярный епископ Пентакомии и апостольский администратор Сольсоны с 10 ноября 1913 по 7 мая 1919. Архиепископ Таррагоны с 7 мая 1919 по 13 сентября 1943. Кардинал-священник с 7 марта 1921, с титулом церкви Санта-Сабина с 16 июня 1921.